# ラグナロクオンライン ここから始まる物語
『ラグナロクオンライン ここから始まる物語』（ラグナロクオンライン ここからはじまるものがたり）は、秋田米（あきた こめ）によって描かれた日本のコメディ調のファンタジー漫画作品。MMORPG「ラグナロクオンライン」を題材に描かれている。アスキー・メディアワークスの月刊ゲームコミック誌『電撃「マ）王』にて2009年7月号から2010年1月号にかけて連載されたストーリー漫画である。全7話、単行本全1巻（A5判145ページ）。

## 概要
ラグナロクオンライン日本運営元ガンホー・オンライン・エンターテイメントが監修を行い、「ラグナロクオンライン公式コミック」と公称された。単行本化にあたり、ゲーム内アイテム「マッスル騎士団旅情編」のIDを記したカードを封入、それを使いゲーム内の特定場所にNPCとして配置された登場人物たちのクエストを進めると、作中でノアが被っているものと同様の形をした装備品「ノアの帽子」を入手できる。漫画作品の単行本にゲーム内アイテムが付属した例としては『メルマガ4コマ劇場』や『ROってますか?』（第2巻）があるが、ゲーム内にNPCを配置しクエストを実装しての「コラボ」は、ラグナロクオンライン史上初である。

## 登場人物
コラボイベントによりいずれもゲーム本編に登場。ノアの頭装備（帽子）を作成するためのクエストが実装されている。
ディッシュ
ちょっと頼りない主人公。一人称は「私」。職業は両手剣を主体に戦うタイプのナイト。幼少の頃は、探究心や冒険心を抱いていたが、流されるまま成長していくうちに大人となり、いつしか野心や向上心が皆無となっていた。また、鈍感で察しが悪い。かといって実力が高いわけでもなく、突出した能力のない、平凡でその日暮の生活を送っている。お人好しな性格も災いし、殆ど話したことのない幼馴染のノアに手を引かれ、無理やり冒険者にさせられてしまう。しかし誰かのためにやり遂げようという行動力や思いは本物。その人柄の良さはノアも評価しており、最終話では「貴方がギルドを作るならアレイたちも一緒に来るはず」と告げ背中を押している。
ノア
優しくないヒロイン。職業はなりたてのハイプリースト。高名な魔術師の家系に長女として生まれたが、厳しい家訓などの生活環境から退屈した日常を送っていた。そこへ、隣に住む少年ディッシュの瞳が冒険者達を見るたびに好奇心と探究心にきらめいているのに気づき、「彼と一緒に冒険したら、この退屈な日常から抜け出せるかもしれない」という考えにいたる。そして堅苦しい生活を強要する家から出るため、聖職者であるアコライトになって父親の下を去った。だが、父親はノアの許婚を同行させる手はずを整えており、娘一人で旅立たせる気はなかった。ノアは許婚のシークからも離れたかったため、ディッシュを半ば無理やり仲間に引きずり込んでしまう。以後、ノアは無茶な行動ばかり犯し続け、シークの反感を買って婚約を解消させることに成功。ディッシュも最後までノアに付き添い、自然とふたりで冒険をすることとなった。彼女は劇中で一度もヒールを使用していない。
実弟のオズに対して徹底的に冷めた態度を取るが、それはオズを嫌っているというよりも父親からの寵愛を受けていた彼に対する嫉妬のようにも見える。事実、ノアが家を出る時にもらった帽子（父からの初めてのプレゼント）を大事にしていたり、父親から心配をされるオズを見た時の反応が鎮痛だった。
アレイ
怒りっぽいウィザード。魔術師学校次席という優秀な成績を収めていたが、首席であったオズにはどうやっても勝てなかった。極度のシスコンで思い込みが激しく、興味がないものには淡々としているオズという少年に負けたのが許せず、日々彼を追って勝負を仕掛けようとしている。しかしオズはアレイには全く興味がなく、それどころか知り合いという認識すらしておらず完全に独り相撲となっている。
パーティの火力担当。
リンネ
自称「露店のアイドル」。実は高レベルのマーチャントで、いわゆるエターナルマーチャント。貧乳ゆえか巨乳化願望を持っている。
料理が趣味だが、食べると必ず何かしらの状態異常に陥る。前に飼っていたペットとディッシュを重ね、彼に好意を抱いている。
ハーミット
ディッシュが所属していたギルドのマスター。眼鏡をかけたさわやか青年然としたプリーストだが、実は腹黒い。信頼や友情よりも自己利益を追求する態度を見せていたが、無情というわけではなく、自分になついてくれるリンネには弱かったりする。ディッシュが脱退した後は怪しい何でも屋ギルドを解散し、個人の何でも屋として活動している。解散した理由は飽きたから。
近接格闘能力に特化した殴りプリースト。
オズ
ノアの弟で、かなり重度のシスコン。ノアが家を出る前からおねえちゃん子だったが、姉と離れてからますます増長した模様。
職業はプロフェッサー。いつもノアにべったり付きまとっており、取り巻きの炎と凪を連れてはストーキングに勤しんでいる。そのためノアと行動しているディッシュを個人的に敵視している。
高名な魔術師の家系に長男として生まれ、父親のプロフェッサーからは「大事な跡取り」として育てられてきた。そのためか世俗に疎く、興味がないことにはどこまで冷めた反応を見せる。同級生であるアレイのことはまったく覚えておらず、ボディガードとして雇った炎と凪の名前も忘れていた。
最終話では実家で管理していた魔導書（ライドワード）に操られてしまい、ディッシュたちの敵として立ちふさがる。しかしディッシュが放ったボウリングバッシュにより戦闘不能となり正気に戻った。
炎（エン）
オズに雇われた少女。職業はハンター。相方の凪とは対称に、活発で口煩い性格をしている。その性格ゆえか、相手にされなかったり忘れられていたりすると、途端に悲観にくれるという性質である。
凪（ナギ）
オズに雇われた少女。職業は忍者。相方の炎とは対称に、寡黙で感情に希薄。気がつけばボーっとしていたり、眠っていたりする。作中では一度もしゃべってはおらず、おまけマンガでも一切言葉を発さず立ったまま眠っていた。
クロム
クラウンの男性。帽子職人だったが、今では引退してフィゲルのモンスターレースにどっぷりはまっている。人間関係を築こうという思いは薄く、他人との係わり合いは徹底的に避ける性質。ただし、気に入った相手には好意的な反応を見せる。
ノアの父親の友人で、彼に「ノアの帽子」をプレゼントした。
ノアの父親
高名な魔術師の家系である貴族の当主。ノアとオズの実父だが、どこまでも「当主」であったため、跡取りとなるオズにばかり構い、ノアに関しては無関心だった。実の娘には旅立つまでプレゼントのひとつもしたことがなく、そのためノアは父親からの愛を渇望していた。
ライドワード（魔導書）
本作のラストボス。ノアの父親が管理していた魔導書が長い年月によってモンスター化したもの。未熟な心のオズを洗脳し悪事を企てるが、オズはディッシュによって戦闘不能となり、自身もアレイが放った大魔法で消え去った。
モデルはゲームに登場するモンスター「ライドワード」。

## 単行本
電撃コミックスより発売された。
1. （2010年2月27日初版発行、同日発売） ISBN 978-4-04-868436-1